# Brandenburgische Motorenwerke
Brandenburgische Motorenwerke GmbH (сокращённо Bramo) — ныне не существующая немецкая авиастроительная компания второй половины 1930-х годов, производитель авиадвигателей.

## История
Компания первоначально существовала как сформированный во время Первой мировой войны авиамоторный отдел концерна Siemens & Halske. В 1926 году он был преобразован в независимую фирму Siemens-Flugmotorenwerk, Berlin-Spandau, вошедшую в 1933 году вошло в состав нового подразделения Siemens Apparate und Maschinen GmbH (SAM).
Начавшаяся в предвоенные годы милитаризация германской экономики и укрупнение ряда стратегически важных производств не могло обойти моторостроительный завод. Карл Фридрих фон Сименс, отказывавшийся от проведения требуемых от него мероприятий, был в 1936 году вынужден выделить производство авиационных двигателей под маркой Brandenburgische Motorenwerke GmbH и передать государству.
Примерно в тот же период, германское Министерство авиации (RLM), упорядочило классификацию авиадвигателей, назначив каждому их производителю определённую серию номеров. Компания Bramo получила номера, начиная с 300.
В ходе дальнейшего укрупнения предприятий, Bramo в 1939 году была приобретена компанией BMW и продолжила деятельность уже как BMW-Flugmotorenwerke Brandenburg GmbH.
Кроме завода в Шпандау, у предприятия имелся также филиал „Werk 9“ и рабочий посёлок в Басдорфе (Вандлиц), к северу от Берлина. 22 марта 1944 года завод в Басдорфе подвергся налёту авиации Союзников.
Ныне на месте берлинского отделения компании находится завод BMW Motorrad.

## Продукция фирмы
- Bramo 314
- Bramo 322
- Bramo 323